# Byron Keturakis
Byron Keturakis (ur. 11 stycznia 1996 w Surrey) – kanadyjski siatkarz, reprezentant kraju, grający na pozycji rozgrywającego. 
W najbliższym czasie zamierza uzyskać tytuł licencjata informatyki.

## Sukcesy klubowe
Canada West Mens Volleyball:
- 2017, 2018

U Sports Championship:
- 2018[5]

## Sukcesy reprezentacyjne
Puchar Panamerykański Juniorów:
- 2015

Puchar Panamerykański:
- 2023[6]
- 4. miejsce 2017[7]
- 6. miejsce 2018[8]
- 7. miejsce 2019[9]

Mistrzostwa Ameryki Północnej, Środkowej i Karaibów:
- 2019

Puchar Świata:
- 9. miejsce 2019[10]

## Nagrody indywidualne
- 2018: MVP w finale ligi uniwersyteckiej U Sports Championship